# Drassinella sonoma
Drassinella sonoma là một loài nhện trong họ Phrurolithidae.
Loài này thuộc chi Drassinella. Drassinella sonoma được miêu tả năm 1989 bởi Norman I. Platnick & Ubick.